# Pirin
Dãy núi Pirin (tiếng Bulgaria: Пирин) là một dãy núi ở tây nam Bulgaria, với Vihren (cao 2914 m) là đỉnh cao nhất, tọa lạc tại tọa độ . Dãy núi này có độ dài 40 km tây bắc-đông nam và rộng khoảng 25 km. Phần lớn dãy núi được bảo vệ trong Vườn quốc gia Pirin. Dãy núi được đặt tên theo Perun (Cyrillic: Перун), vị thần tối cao của Slavic pantheon và thần sấm và sét.
Phía bắc Pirin bị chia cắt khỏi dãy núi cao nhất Bulgaria, dãy núi Rila bởi đường yên ngựa Predel còn phía nam dãy núi này đến tận núi Slavyanka. Phía tây là thung lũng sông Struma và phia đông là sông Mesta. Pirin nổi tiếng với hệ động thực vật phong phú. Phần lớn khu vực này có rừng bao phủ với các loại thông Bulgaria, thông Bosnia, thông Macedonia. Tại đây có các loài sói và gấu nâu.
Thị xã Bansko, một trung tâm nghỉ dưỡng du lịch thể thao mùa Đông quan trọng, tọa lạc ở sườn đông bắc của dãy núi Pirin. Thị xã Razlog nằm trong thung lũng Razlog giữa dãy núi Pirin về phía nam và dãy núi Rila về phía bắc.